# Rob Holliday
Rob Holliday (ur. 8 czerwca 1979 w Jacksonville) – brytyjski muzyk, gitarzysta.
Od 1999 roku jest jednym z dwóch członków zespołu Sulpher.
W roku 2007 dołączył do zespołu Marilyn Manson w charakterze gitarzysty basowego; występował z zespołem podczas koncertów. W 2008 roku grał w grupie jako gitarzysta.

## Działalność
Był członkiem zespołów muzycznych:
- Marilyn Manson – gitara, bas (na żywo) (2007–2008)
- Low Art Thrill – gitara (1996–1997)
- Sulpher – autor tekstów, wokal, gitara (1999–)
- Gary Numan – producent, gitara (na żywo), bas (na żywo), remiksy (2003–)
- The Prodigy – gitara (na żywo) (2005–2017)
- The Mission – gitara (na żywo) (wrzesień 2001–2004)
- Flint – bas (na żywo) (2003)
- Curve (2002)

Będąc członkiem zespołu Sulpher, Rob Holliday występował jako support podczas koncertów Marilyn Mansona, The Sisters of Mercy, The 69 Eyes, Aleca Empire'a, VNV Nation i Front 242.